# Kattresan

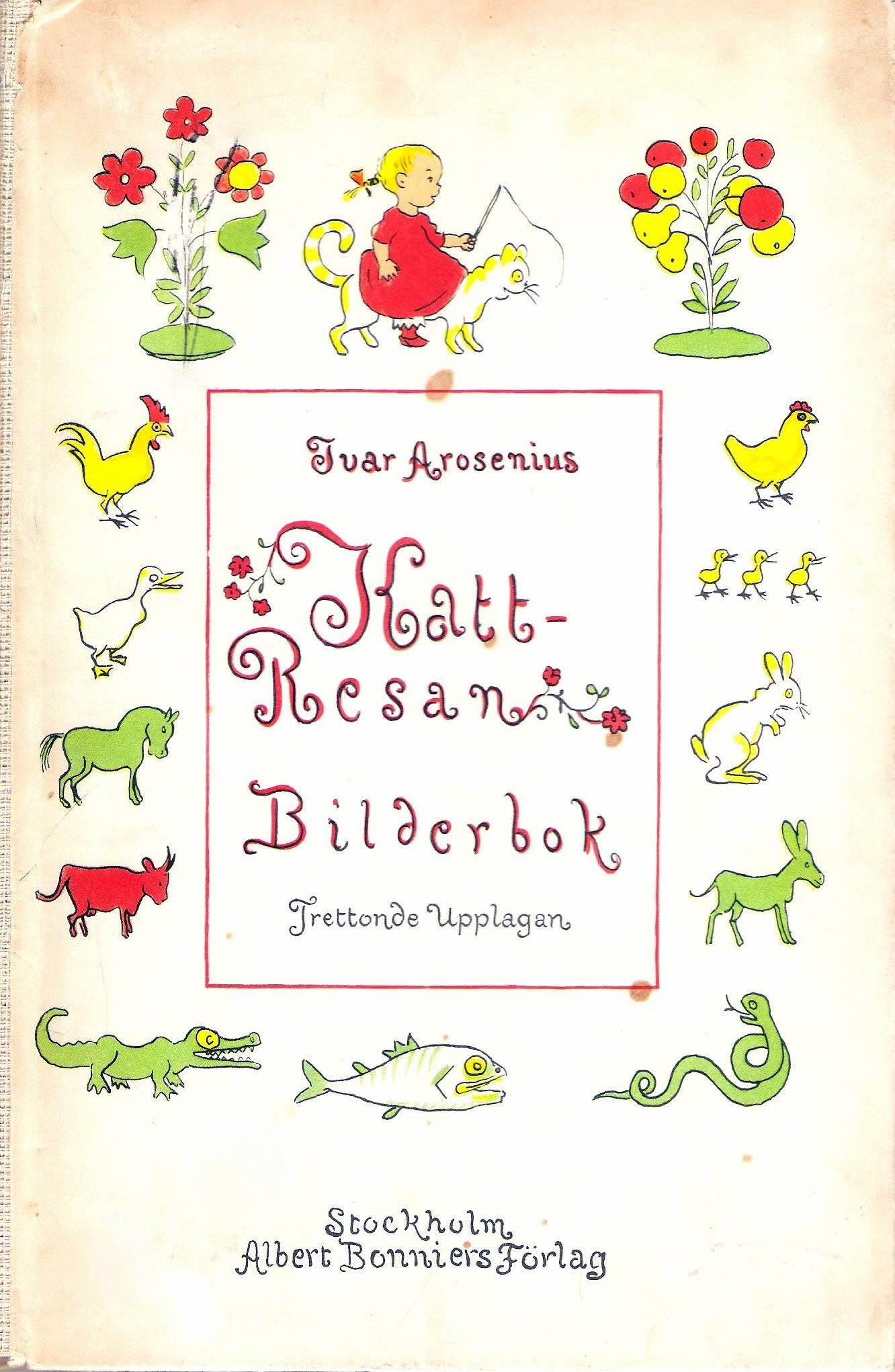
Couverture de Kattresan par Ivar Arosenius.

Kattresan (le voyage du chat) est un livre illustré de l'écrivain et peintre suédois  Ivar Arosenius, publié en 1909 peu de temps après la mort de l'auteur. Le livre a connu plus de vingt éditions et a été traduit en de nombreuses langues (norvégien, finnois, japonais). 